# Dr. Romantic
|  | Maskinoversættelse og/eller tvivlsomt indhold Denne sides indhold bærer præg af at være en maskinoversættelse og/eller meget dårligt og uklart formuleret. Det vurderes at sproget er så dårligt og eventuelt forkert eller til at misforstå, at det bør omskrives eller oversættes på ny. Du kan hjælpe med at oversætte til korrekt dansk i denne og lignende artikler. Hvis dette ikke sker inden for kort tid, kan en sletning komme på tale. Se evt. denne sides diskussionsside eller i artikelhistorikken. |

Dr. Romantic er en sydkoreansk tv-serie fra 2016. Hovedrollerne spilles af henholdsvis Han Suk-kyu (Kim Sa-bu (Lærer Kim) / Boo Yong-joo).